# 乌帕齐拉

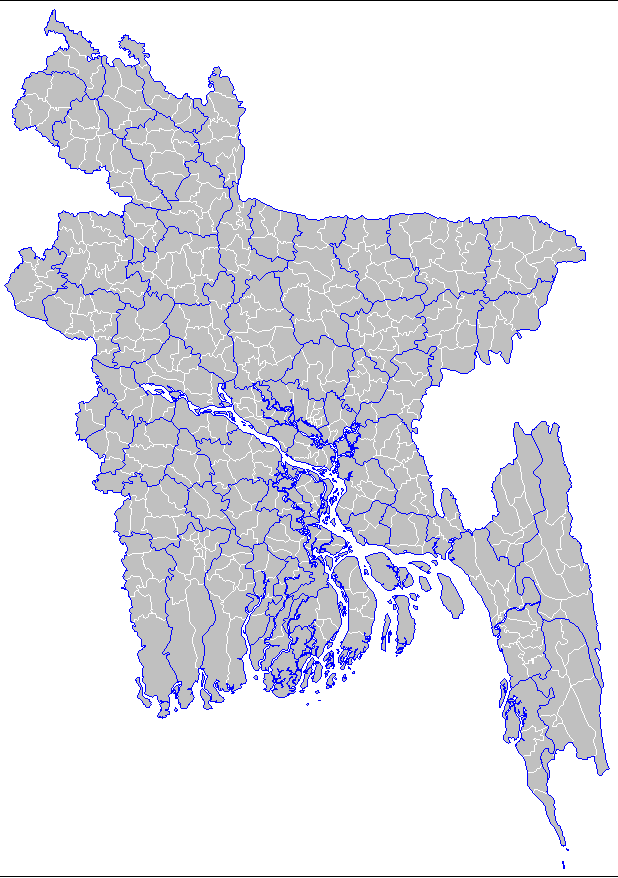
孟加拉的乌帕齐拉

乌帕齐拉（Upazilas）是孟加拉国的一類行政區劃，在縣之下，地位大約等同於歐美的縣或自治市。截至2017年12月，全孟加拉共492個乌帕齐拉。
乌帕齐拉的前身是「警察站」或「塔納」（thana）。在警察站的發展過程中，其行政管理機能越來越多。在1982年，警察站改名為乌帕齐拉，同時授予烏帕齊拉半自治權，但1992年該政策取消。1999年，所有的警察站又再度改名為乌帕齐拉。

## 行政
乌帕齐拉行政官（Upazila Executive Officer，孟加拉语： উপজেলা নির্বাহী কর্মকর্তা)）是乌帕齐拉的非选举行政人员，属于孟加拉国文官队伍的高级助理秘书岗位。乌帕齐拉委員會（Upazila Parishad）包括一位主席、一位副主席以及一位女性副主席，都是由直接选举产生，其中主席还是县议会的议员。

## 乌帕齐拉列表
| 焦伊布尔哈德县 | 1. 阿克尔布尔乌帕齐拉 2. 焦伊布尔哈德沙达尔乌帕齐拉 3. 卡拉伊乌帕齐拉 4. 凯德拉尔乌帕齐拉 5. 潘奇比比乌帕齐拉 | 1. 阿克尔布尔乌帕齐拉 2. 焦伊布尔哈德沙达尔乌帕齐拉 3. 卡拉伊乌帕齐拉 4. 凯德拉尔乌帕齐拉 5. 潘奇比比乌帕齐拉 |
| 博格拉县       | 1. 阿达姆迪吉乌帕齐拉 2. 博格拉沙达尔乌帕齐拉 3. 杜纳特乌帕齐拉 4. 杜布坚吉亚乌帕齐拉 5. 加布塔利乌帕齐拉 6. 卡哈魯烏帕齊拉 7. 南迪格拉姆乌帕齐拉 8. 萨里阿坎蒂乌帕齐拉 9. 沙贾汉布尔乌帕齐拉 10. 谢尔布尔乌帕齐拉 11. 希布甘杰乌帕齐拉 12. 索纳塔拉乌帕齐拉 | 1. 阿达姆迪吉乌帕齐拉 2. 博格拉沙达尔乌帕齐拉 3. 杜纳特乌帕齐拉 4. 杜布坚吉亚乌帕齐拉 5. 加布塔利乌帕齐拉 6. 卡哈魯烏帕齊拉 7. 南迪格拉姆乌帕齐拉 8. 萨里阿坎蒂乌帕齐拉 9. 沙贾汉布尔乌帕齐拉 10. 谢尔布尔乌帕齐拉 11. 希布甘杰乌帕齐拉 12. 索纳塔拉乌帕齐拉 |
| 瑙冈县         | 1. 阿特賴乌帕齐拉 2. 巴達爾加奇烏帕齊拉 3. 曼達烏帕齊拉 4. 達莫伊爾哈德乌帕齐拉 5. 莫哈德夫布爾烏帕齊拉 6. 瑙岡沙達爾烏帕齊拉 7. 尼亞馬特布爾烏帕齊拉 8. 帕特尼塔拉烏帕齊拉 9. 波爾沙烏帕齊拉 10. 拉尼納格爾烏帕齊拉 11. 沙帕哈爾烏帕齊拉                    | 1. 阿特賴乌帕齐拉 2. 巴達爾加奇烏帕齊拉 3. 曼達烏帕齊拉 4. 達莫伊爾哈德乌帕齐拉 5. 莫哈德夫布爾烏帕齊拉 6. 瑙岡沙達爾烏帕齊拉 7. 尼亞馬特布爾烏帕齊拉 8. 帕特尼塔拉烏帕齊拉 9. 波爾沙烏帕齊拉 10. 拉尼納格爾烏帕齊拉 11. 沙帕哈爾烏帕齊拉                    |
| 诺多尔县       | 1. 巴加提帕拉烏帕齊拉 2. 巴賴格拉姆烏帕齊拉 3. 古魯達斯布爾烏帕齊拉 4. 拉爾布爾烏帕齊拉 5. 諾多爾沙達爾烏帕齊拉 6. 辛格拉乌帕齐拉 7. 納爾當加烏帕齊拉 | 1. 巴加提帕拉烏帕齊拉 2. 巴賴格拉姆烏帕齊拉 3. 古魯達斯布爾烏帕齊拉 4. 拉爾布爾烏帕齊拉 5. 諾多爾沙達爾烏帕齊拉 6. 辛格拉乌帕齐拉 7. 納爾當加烏帕齊拉 |
| 诺瓦布甘杰县   | 1. 博拉哈特烏帕齊拉 2. 戈莫斯塔布爾烏帕齊拉 3. 諾喬爾烏帕齊拉 4. 诺瓦布甘杰沙达尔乌帕齐拉 5. 希布甘杰乌帕齐拉 | 1. 博拉哈特烏帕齊拉 2. 戈莫斯塔布爾烏帕齊拉 3. 諾喬爾烏帕齊拉 4. 诺瓦布甘杰沙达尔乌帕齐拉 5. 希布甘杰乌帕齐拉 |
| 巴布纳县       | 1. 阿台庫拉乌帕齐拉 2. 艾特加里亞乌帕齐拉 3. 貝拉乌帕齐拉 4. 班古拉乌帕齐拉 5. 查特莫哈爾乌帕齐拉 6. 法里德布爾乌帕齐拉 7. 伊茨華爾迪乌帕齐拉 8. 巴布納沙達爾乌帕齐拉 9. 桑蒂亚乌帕齐拉 10. 蘇賈納格爾乌帕齐拉                                               | 1. 阿台庫拉乌帕齐拉 2. 艾特加里亞乌帕齐拉 3. 貝拉乌帕齐拉 4. 班古拉乌帕齐拉 5. 查特莫哈爾乌帕齐拉 6. 法里德布爾乌帕齐拉 7. 伊茨華爾迪乌帕齐拉 8. 巴布納沙達爾乌帕齐拉 9. 桑蒂亚乌帕齐拉 10. 蘇賈納格爾乌帕齐拉                                               |
| 锡拉杰甘杰县   | 1. 貝爾庫奇乌帕齐拉 2. 查烏哈利乌帕齐拉 3. 卡馬爾坎達烏帕齊拉 4. 卡齊布爾烏帕齊拉 5. 賴甘傑乌帕齐拉 6. 沙赫焦德布爾乌帕齐拉 7. 锡拉杰甘杰沙达尔乌帕齐拉 8. 塔拉斯乌帕齐拉 9. 烏爾勒帕拉乌帕齐拉                                                              | 1. 貝爾庫奇乌帕齐拉 2. 查烏哈利乌帕齐拉 3. 卡馬爾坎達烏帕齊拉 4. 卡齊布爾烏帕齊拉 5. 賴甘傑乌帕齐拉 6. 沙赫焦德布爾乌帕齐拉 7. 锡拉杰甘杰沙达尔乌帕齐拉 8. 塔拉斯乌帕齐拉 9. 烏爾勒帕拉乌帕齐拉                                                              |
| 拉傑沙希縣     | 1. 巴蓋乌帕齐拉 2. 巴格馬拉乌帕齐拉 3. 查爾加特乌帕齐拉 4. 杜爾加布爾烏帕齊拉 5. 戈達加里乌帕齐拉 6. 莫洪布爾乌帕齐拉 7. 帕巴乌帕齐拉 8. 普提亞乌帕齐拉 9. 坦諾爾乌帕齐拉                                                                                    | 1. 巴蓋乌帕齐拉 2. 巴格馬拉乌帕齐拉 3. 查爾加特乌帕齐拉 4. 杜爾加布爾烏帕齊拉 5. 戈達加里乌帕齐拉 6. 莫洪布爾乌帕齐拉 7. 帕巴乌帕齐拉 8. 普提亞乌帕齐拉 9. 坦諾爾乌帕齐拉                                                                                    |

| 迪纳杰布尔县   | 1. 比拉姆布爾乌帕齐拉 2. 比爾甘傑乌帕齐拉 3. 比拉爾乌帕齐拉 4. 博查甘傑乌帕齐拉 5. 智里爾班多爾乌帕齐拉 6. 富爾巴里乌帕齐拉 7. 科拉卡德乌帕齐拉 8. 哈基姆布爾烏帕齊拉 9. 卡哈羅萊烏帕齊拉 10. 坎薩瑪乌帕齐拉 11. 迪納傑布爾沙達爾乌帕齐拉 12. 諾瓦布甘傑烏帕齊拉 13. 巴爾博蒂布爾烏帕齊拉 | 1. 比拉姆布爾乌帕齐拉 2. 比爾甘傑乌帕齐拉 3. 比拉爾乌帕齐拉 4. 博查甘傑乌帕齐拉 5. 智里爾班多爾乌帕齐拉 6. 富爾巴里乌帕齐拉 7. 科拉卡德乌帕齐拉 8. 哈基姆布爾烏帕齊拉 9. 卡哈羅萊烏帕齊拉 10. 坎薩瑪乌帕齐拉 11. 迪納傑布爾沙達爾乌帕齐拉 12. 諾瓦布甘傑烏帕齊拉 13. 巴爾博蒂布爾烏帕齊拉 |
| 戈伊班达县     | 1. 富爾恰里乌帕齐拉 2. 戈賓達甘傑烏帕齊拉 3. 戈賓達甘傑乌帕齐拉 4. 帕拉什巴里乌帕齐拉 5. 薩杜拉布爾乌帕齐拉 6. 薩加塔乌帕齐拉 7. 孫達爾甘傑乌帕齐拉 | 1. 富爾恰里乌帕齐拉 2. 戈賓達甘傑烏帕齊拉 3. 戈賓達甘傑乌帕齐拉 4. 帕拉什巴里乌帕齐拉 5. 薩杜拉布爾乌帕齐拉 6. 薩加塔乌帕齐拉 7. 孫達爾甘傑乌帕齐拉 |
| 古里格拉姆县   | 1. 布倫格馬里烏帕齊拉 2. 查爾拉吉布爾烏帕齊拉 3. 奇爾馬里烏帕齊拉 4. 富爾巴里烏帕齊拉 5. 古里格拉姆沙達爾烏帕齊拉 6. 納蓋什瓦里烏帕齊拉 7. 拉賈爾哈德烏帕齊拉 8. 勞馬里烏帕齊拉 9. 烏里布爾烏帕齊拉                                                                                       | 1. 布倫格馬里烏帕齊拉 2. 查爾拉吉布爾烏帕齊拉 3. 奇爾馬里烏帕齊拉 4. 富爾巴里烏帕齊拉 5. 古里格拉姆沙達爾烏帕齊拉 6. 納蓋什瓦里烏帕齊拉 7. 拉賈爾哈德烏帕齊拉 8. 勞馬里烏帕齊拉 9. 烏里布爾烏帕齊拉                                                                                       |
| 拉尔莫尼哈德县 | 1. 阿迪特馬里乌帕齐拉 2. 哈蒂班達乌帕齐拉 3. 卡利甘傑烏帕齊拉 4. 拉尔莫尼哈德沙达尔乌帕齐拉 5. 帕特格羅姆乌帕齐拉 | 1. 阿迪特馬里乌帕齐拉 2. 哈蒂班達乌帕齐拉 3. 卡利甘傑烏帕齊拉 4. 拉尔莫尼哈德沙达尔乌帕齐拉 5. 帕特格羅姆乌帕齐拉 |
| 尼尔帕马里县   | 1. 迪姆拉烏帕齊拉 2. 多瑪爾乌帕齐拉 3. 焦尔塔加乌帕齐拉 4. 吉绍雷甘杰乌帕齐拉 5. 尼尔帕马里沙达尔乌帕齐拉 6. 赛德普尔乌帕齐拉 | 1. 迪姆拉烏帕齊拉 2. 多瑪爾乌帕齐拉 3. 焦尔塔加乌帕齐拉 4. 吉绍雷甘杰乌帕齐拉 5. 尼尔帕马里沙达尔乌帕齐拉 6. 赛德普尔乌帕齐拉 |
| 班乔戈尔县     | 1. 阿特瓦里乌帕齐拉 2. 博达乌帕齐拉 3. 德比甘杰乌帕齐拉 4. 班乔戈尔沙达尔乌帕齐拉 5. 代杜利亚乌帕齐拉 | 1. 阿特瓦里乌帕齐拉 2. 博达乌帕齐拉 3. 德比甘杰乌帕齐拉 4. 班乔戈尔沙达尔乌帕齐拉 5. 代杜利亚乌帕齐拉 |
| 朗布尔县       | 1. 博多爾甘傑乌帕齐拉 2. 高尼亞烏帕齊拉 3. 朗布尔沙達爾乌帕齐拉 4. 米法普庫爾乌帕齐拉 5. 皮爾加查乌帕齐拉 6. 皮爾甘傑乌帕齐拉 7. 塔拉甘傑乌帕齐拉 | 1. 博多爾甘傑乌帕齐拉 2. 高尼亞烏帕齊拉 3. 朗布尔沙達爾乌帕齐拉 4. 米法普庫爾乌帕齐拉 5. 皮爾加查乌帕齐拉 6. 皮爾甘傑乌帕齐拉 7. 塔拉甘傑乌帕齐拉 |
| 塔古尔冈县     | 1. 巴利亚丹吉乌帕齐拉 2. 哈里布尔乌帕齐拉 3. 皮尔甘杰乌帕齐拉 (塔古尔冈县) 4. 兰尼桑科伊尔乌帕齐拉 5. 塔古尔冈沙达尔乌帕齐拉 | 1. 巴利亚丹吉乌帕齐拉 2. 哈里布尔乌帕齐拉 3. 皮尔甘杰乌帕齐拉 (塔古尔冈县) 4. 兰尼桑科伊尔乌帕齐拉 5. 塔古尔冈沙达尔乌帕齐拉 |

| 内德罗戈纳县 | 1. 阿特帕拉烏帕齊拉 2. 巴尔哈塔乌帕齐拉 3. 杜爾加布爾烏帕齊拉 (內德羅戈納縣) 4. 卡里亚朱里乌帕齐拉 5. 卡尔马根达乌帕齐拉 6. 根杜瓦乌帕齐拉 7. 马丹乌帕齐拉 8. 莫洪甘杰乌帕齐拉 9. 內德羅戈納沙達爾烏帕齊拉 10. 布尔伯德哈拉乌帕齐拉                        | 1. 阿特帕拉烏帕齊拉 2. 巴尔哈塔乌帕齐拉 3. 杜爾加布爾烏帕齊拉 (內德羅戈納縣) 4. 卡里亚朱里乌帕齐拉 5. 卡尔马根达乌帕齐拉 6. 根杜瓦乌帕齐拉 7. 马丹乌帕齐拉 8. 莫洪甘杰乌帕齐拉 9. 內德羅戈納沙達爾烏帕齊拉 10. 布尔伯德哈拉乌帕齐拉                        |
| 谢尔布尔县   | 1. 杰奈加蒂乌帕齐拉 2. 纳克拉乌帕齐拉 3. 纳里塔巴里乌帕齐拉 4. 谢尔布尔沙达尔乌帕齐拉 5. 斯里巴尔迪乌帕齐拉 | 1. 杰奈加蒂乌帕齐拉 2. 纳克拉乌帕齐拉 3. 纳里塔巴里乌帕齐拉 4. 谢尔布尔沙达尔乌帕齐拉 5. 斯里巴尔迪乌帕齐拉 |
| 杰马勒布尔县 | 1. 巴克斯甘杰乌帕齐拉 2. 德万甘杰乌帕齐拉 3. 伊斯蘭布爾烏帕齊拉 4. 傑馬勒布爾沙達爾烏帕齊拉 5. 马达尔甘杰乌帕齐拉 6. 梅兰达哈乌帕齐拉 7. 薩里沙巴里烏帕齊拉                                                                                                | 1. 巴克斯甘杰乌帕齐拉 2. 德万甘杰乌帕齐拉 3. 伊斯蘭布爾烏帕齊拉 4. 傑馬勒布爾沙達爾烏帕齊拉 5. 马达尔甘杰乌帕齐拉 6. 梅兰达哈乌帕齐拉 7. 薩里沙巴里烏帕齊拉                                                                                                |
| 迈门辛县     | 1. 特里沙爾乌帕齐拉 2. 多宝拉乌帕齐拉 3. 福尔巴里亚乌帕齐拉 4. 加弗加昂烏帕齊拉 5. 高里布爾乌帕齐拉 6. 哈魯亞加特乌帕齐拉 7. 伊茨華爾甘傑烏帕齊拉 8. 迈门辛沙达尔乌帕齐拉 9. 穆克塔加查乌帕齐拉 10. 南答爾乌帕齐拉 11. 普爾布爾乌帕齐拉 12. 巴鲁卡乌帕齐拉 | 1. 特里沙爾乌帕齐拉 2. 多宝拉乌帕齐拉 3. 福尔巴里亚乌帕齐拉 4. 加弗加昂烏帕齊拉 5. 高里布爾乌帕齐拉 6. 哈魯亞加特乌帕齐拉 7. 伊茨華爾甘傑烏帕齊拉 8. 迈门辛沙达尔乌帕齐拉 9. 穆克塔加查乌帕齐拉 10. 南答爾乌帕齐拉 11. 普爾布爾乌帕齐拉 12. 巴鲁卡乌帕齐拉 |

| 博爾古納縣   | 1. 阿姆塔里乌帕齐拉 2. 巴姆纳乌帕齐拉 3. 博尔古纳沙达尔乌帕齐拉 4. 贝塔吉乌帕齐拉 5. 皮塔尔加塔乌帕齐拉 6. 塔尔塔里乌帕齐拉                                                                                          | 1. 阿姆塔里乌帕齐拉 2. 巴姆纳乌帕齐拉 3. 博尔古纳沙达尔乌帕齐拉 4. 贝塔吉乌帕齐拉 5. 皮塔尔加塔乌帕齐拉 6. 塔尔塔里乌帕齐拉                                                                                          |
| 巴里薩爾縣   | 1. 阿加爾傑哈拉烏帕齊拉 2. 巴布甘傑烏帕齊拉 3. 巴克甘傑烏帕齊拉 4. 巴拿利帕拉烏帕齊拉 5. 高爾諾迪烏帕齊拉 6. 希泽拉乌帕齐拉 7. 巴里萨尔沙达尔乌帕齐拉 8. 梅亨迪甘傑烏帕齊拉 9. 穆拉迪烏帕齊拉 10. 瓦齐尔普尔乌帕齐拉 | 1. 阿加爾傑哈拉烏帕齊拉 2. 巴布甘傑烏帕齊拉 3. 巴克甘傑烏帕齊拉 4. 巴拿利帕拉烏帕齊拉 5. 高爾諾迪烏帕齊拉 6. 希泽拉乌帕齐拉 7. 巴里萨尔沙达尔乌帕齐拉 8. 梅亨迪甘傑烏帕齊拉 9. 穆拉迪烏帕齊拉 10. 瓦齐尔普尔乌帕齐拉 |
| 波拉縣       | 1. 波拉沙达尔乌帕齐拉 2. 布爾漢丁乌帕齐拉 3. 查爾法松乌帕齐拉 4. 道拉特坎乌帕齐拉 5. 拉爾莫漢乌帕齐拉 6. 曼布拉乌帕齐拉 7. 塔祖穆丁乌帕齐拉                                                                          | 1. 波拉沙达尔乌帕齐拉 2. 布爾漢丁乌帕齐拉 3. 查爾法松乌帕齐拉 4. 道拉特坎乌帕齐拉 5. 拉爾莫漢乌帕齐拉 6. 曼布拉乌帕齐拉 7. 塔祖穆丁乌帕齐拉                                                                          |
| 恰洛加蒂縣   | 1. 恰洛加蒂沙達爾烏帕齊拉 2. 卡塔利亞烏帕齊拉 3. 納爾奇蒂烏帕齊拉 4. 拉賈布爾烏帕齊拉 | 1. 恰洛加蒂沙達爾烏帕齊拉 2. 卡塔利亞烏帕齊拉 3. 納爾奇蒂烏帕齊拉 4. 拉賈布爾烏帕齊拉 |
| 博杜阿卡利縣 | 1. 包波爾乌帕齐拉 2. 達茨米納乌帕齐拉 3. 加拉奇帕乌帕齐拉 4. 卡拉帕拉乌帕齐拉 5. 米爾扎甘傑乌帕齐拉 6. 博杜阿卡利沙達爾乌帕齐拉 7. 朗格巴里乌帕齐拉 8. 杜姆奇乌帕齐拉                                                | 1. 包波爾乌帕齐拉 2. 達茨米納乌帕齐拉 3. 加拉奇帕乌帕齐拉 4. 卡拉帕拉乌帕齐拉 5. 米爾扎甘傑乌帕齐拉 6. 博杜阿卡利沙達爾乌帕齐拉 7. 朗格巴里乌帕齐拉 8. 杜姆奇乌帕齐拉                                                |
| 比羅傑布爾縣 | 1. 潘達里亞乌帕齐拉 2. 考卡利烏帕齊拉 3. 瑪夫巴里亞乌帕齐拉 4. 納濟爾布爾乌帕齐拉 5. 比羅傑布爾沙達爾乌帕齐拉 6. 內沙拉伯德乌帕齐拉 7. 齊亞納加爾烏帕齊拉                                                            | 1. 潘達里亞乌帕齐拉 2. 考卡利烏帕齊拉 3. 瑪夫巴里亞乌帕齐拉 4. 納濟爾布爾乌帕齐拉 5. 比羅傑布爾沙達爾乌帕齐拉 6. 內沙拉伯德乌帕齐拉 7. 齊亞納加爾烏帕齊拉                                                            |

| 班多爾班縣     | 1. 阿里卡达姆乌帕齐拉 2. 班多尔班沙达尔乌帕齐拉 3. 拉玛乌帕齐拉 4. 奈洪什哈里乌帕齐拉 5. 罗旺什哈里乌帕齐拉 6. 魯瑪烏帕齊拉 7. 坦奇乌帕齐拉 | 1. 阿里卡达姆乌帕齐拉 2. 班多尔班沙达尔乌帕齐拉 3. 拉玛乌帕齐拉 4. 奈洪什哈里乌帕齐拉 5. 罗旺什哈里乌帕齐拉 6. 魯瑪烏帕齊拉 7. 坦奇乌帕齐拉 |
| 婆羅門巴里亞縣 | 1. 阿库拉乌帕齐拉 2. 班查拉姆布爾烏帕齊拉 3. 婆罗门巴里亚沙达尔乌帕齐拉 4. 加斯巴烏帕齊拉 5. 納比納格爾烏帕齊拉 6. 納瑞爾納格爾烏帕齊拉 7. 索賴爾烏帕齊拉 8. 阿舒甘杰乌帕齐拉 9. 拜佐恩那加烏帕齊拉 | 1. 阿库拉乌帕齐拉 2. 班查拉姆布爾烏帕齊拉 3. 婆罗门巴里亚沙达尔乌帕齐拉 4. 加斯巴烏帕齊拉 5. 納比納格爾烏帕齊拉 6. 納瑞爾納格爾烏帕齊拉 7. 索賴爾烏帕齊拉 8. 阿舒甘杰乌帕齐拉 9. 拜佐恩那加烏帕齊拉 |
| 堅德布爾縣     | 1. 堅德布爾沙達爾烏帕齊拉 2. 法里德甘傑烏帕齊拉 3. 海姆查爾烏帕齊拉 4. 哈齊甘傑烏帕齊拉 5. 戈久瓦烏帕齊拉 (堅德布爾縣) 6. 马特拉布达克钦乌帕齐拉 7. 馬德拉布烏塔爾烏帕齊拉 8. 沙赫拉斯蒂烏帕齊拉 | 1. 堅德布爾沙達爾烏帕齊拉 2. 法里德甘傑烏帕齊拉 3. 海姆查爾烏帕齊拉 4. 哈齊甘傑烏帕齊拉 5. 戈久瓦烏帕齊拉 (堅德布爾縣) 6. 马特拉布达克钦乌帕齐拉 7. 馬德拉布烏塔爾烏帕齊拉 8. 沙赫拉斯蒂烏帕齊拉 |
| 吉大港縣       | 1. 安瓦拉烏帕齊拉 2. 班敍卡里乌帕齐拉 3. 波瓦卡里乌帕齐拉 4. 查恩丹那斯烏帕齊拉 5. 法蒂克恰阿里乌帕齐拉 6. 哈塔扎里烏帕齊拉 7. 戈爾諾普利烏帕齊拉 8. 洛哈戈拉烏帕齊拉 9. 米爾沙拉烏帕齊拉 10. 帕提亞烏帕齊拉 11. 然古尼亞烏帕齊拉 12. 拉奧澤安烏帕齊拉 13. 松迪威帕烏帕齊拉 14. 萨特卡尼亚乌帕齐拉 15. 希塔昆达乌帕齐拉                                              | 1. 安瓦拉烏帕齊拉 2. 班敍卡里乌帕齐拉 3. 波瓦卡里乌帕齐拉 4. 查恩丹那斯烏帕齊拉 5. 法蒂克恰阿里乌帕齐拉 6. 哈塔扎里烏帕齊拉 7. 戈爾諾普利烏帕齊拉 8. 洛哈戈拉烏帕齊拉 9. 米爾沙拉烏帕齊拉 10. 帕提亞烏帕齊拉 11. 然古尼亞烏帕齊拉 12. 拉奧澤安烏帕齊拉 13. 松迪威帕烏帕齊拉 14. 萨特卡尼亚乌帕齐拉 15. 希塔昆达乌帕齐拉                                              |
| 庫米拉縣       | 1. 巴鲁拉乌帕齐拉 2. 婆罗门帕拉乌帕齐拉 3. 布里张乌帕齐拉 4. 占迪纳乌帕齐拉 5. 恰乌达格拉姆乌帕齐拉 6. 达乌德坎迪乌帕齐拉 7. 德比德瓦尔乌帕齐拉 8. 霍姆纳乌帕齐拉 9. 拉克沙姆乌帕齐拉 10. 穆拉德纳加尔乌帕齐拉 11. 南加尔科特乌帕齐拉 12. 库米拉阿达尔沙沙达尔乌帕齐拉 13. 梅克纳乌帕齐拉 14. 蒂塔斯乌帕齐拉 15. 莫诺霍尔干吉乌帕齐拉 16. 库米拉沙达尔达克钦乌帕齐拉 | 1. 巴鲁拉乌帕齐拉 2. 婆罗门帕拉乌帕齐拉 3. 布里张乌帕齐拉 4. 占迪纳乌帕齐拉 5. 恰乌达格拉姆乌帕齐拉 6. 达乌德坎迪乌帕齐拉 7. 德比德瓦尔乌帕齐拉 8. 霍姆纳乌帕齐拉 9. 拉克沙姆乌帕齐拉 10. 穆拉德纳加尔乌帕齐拉 11. 南加尔科特乌帕齐拉 12. 库米拉阿达尔沙沙达尔乌帕齐拉 13. 梅克纳乌帕齐拉 14. 蒂塔斯乌帕齐拉 15. 莫诺霍尔干吉乌帕齐拉 16. 库米拉沙达尔达克钦乌帕齐拉 |
| 科克斯巴扎爾縣 | 1. 查加里亞乌帕齐拉 2. 科克斯巴扎爾沙達爾乌帕齐拉 3. 庫圖布迪亞乌帕齐拉 4. 馬赫什卡里乌帕齐拉 5. 拉穆乌帕齐拉 6. 代格納夫乌帕齐拉 7. 尤凱亞乌帕齐拉 8. 佩库亚乌帕齐拉 | 1. 查加里亞乌帕齐拉 2. 科克斯巴扎爾沙達爾乌帕齐拉 3. 庫圖布迪亞乌帕齐拉 4. 馬赫什卡里乌帕齐拉 5. 拉穆乌帕齐拉 6. 代格納夫乌帕齐拉 7. 尤凱亞乌帕齐拉 8. 佩库亚乌帕齐拉 |
| 費尼縣         | 1. 查加爾奈亞烏帕齊拉 2. 达甘布伊扬乌帕齐拉 3. 費尼沙達爾烏帕齊拉 4. 帕爾舒拉姆烏帕齊拉 5. 索納加茲烏帕齊拉 6. 富爾加茲烏帕齊拉 | 1. 查加爾奈亞烏帕齊拉 2. 达甘布伊扬乌帕齐拉 3. 費尼沙達爾烏帕齊拉 4. 帕爾舒拉姆烏帕齊拉 5. 索納加茲烏帕齊拉 6. 富爾加茲烏帕齊拉 |
| 科格拉焦里縣   | 1. 烏里布爾烏帕齊拉 2. 科格拉焦里沙達爾烏帕齊拉 3. 拉克什米焦里烏帕齊拉 4. 馬哈爾焦里烏帕齊拉 5. 馬尼克焦里烏帕齊拉 6. 馬蒂蘭加烏帕齊拉 7. 潘焦里烏帕齊拉 8. 拉姆加爾烏帕齊拉 | 1. 烏里布爾烏帕齊拉 2. 科格拉焦里沙達爾烏帕齊拉 3. 拉克什米焦里烏帕齊拉 4. 馬哈爾焦里烏帕齊拉 5. 馬尼克焦里烏帕齊拉 6. 馬蒂蘭加烏帕齊拉 7. 潘焦里烏帕齊拉 8. 拉姆加爾烏帕齊拉 |
| 羅基布爾縣     | 1. 羅基布爾沙達爾烏帕齊拉 2. 賴布爾烏帕齊拉 3. 拉姆甘傑乌帕齐拉 4. 拉姆加提乌帕齐拉 5. 卡馬爾納加爾烏帕齊拉 | 1. 羅基布爾沙達爾烏帕齊拉 2. 賴布爾烏帕齊拉 3. 拉姆甘傑乌帕齐拉 4. 拉姆加提乌帕齐拉 5. 卡馬爾納加爾烏帕齊拉 |
| 諾阿卡利縣     | 1. 比古姆甘傑乌帕齐拉 2. 諾阿卡利沙達爾乌帕齐拉 3. 查德基爾乌帕齐拉 4. 哥姆巴尼甘傑烏帕齊拉 5. 哈蒂亞乌帕齐拉 6. 森巴格乌帕齐拉 7. 索奈穆里乌帕齐拉 8. 蘇波爾諾查爾乌帕齐拉 9. 卡比爾哈特烏帕齊拉 | 1. 比古姆甘傑乌帕齐拉 2. 諾阿卡利沙達爾乌帕齐拉 3. 查德基爾乌帕齐拉 4. 哥姆巴尼甘傑烏帕齊拉 5. 哈蒂亞乌帕齐拉 6. 森巴格乌帕齐拉 7. 索奈穆里乌帕齐拉 8. 蘇波爾諾查爾乌帕齐拉 9. 卡比爾哈特烏帕齊拉 |
| 蘭加馬蒂縣     | 1. 巴蓋查里乌帕齐拉 2. 博爾戈爾乌帕齐拉 3. 考卡利烏帕齊拉 4. 貝萊查里乌帕齐拉 5. 卡普塔伊烏帕齊拉 6. 朱拉查里乌帕齐拉 7. 朗加杜乌帕齐拉 8. 納尼亞查爾乌帕齐拉 9. 拉賈斯法利乌帕齐拉 10. 蘭加馬蒂沙達爾乌帕齐拉 | 1. 巴蓋查里乌帕齐拉 2. 博爾戈爾乌帕齐拉 3. 考卡利烏帕齊拉 4. 貝萊查里乌帕齐拉 5. 卡普塔伊烏帕齊拉 6. 朱拉查里乌帕齐拉 7. 朗加杜乌帕齐拉 8. 納尼亞查爾乌帕齐拉 9. 拉賈斯法利乌帕齐拉 10. 蘭加馬蒂沙達爾乌帕齐拉 |

| 达卡县         | 1. 达姆莱乌帕齐拉 2. 多哈尔乌帕齐拉 3. 克拉尼干吉乌帕齐拉 4. 纳瓦布干吉乌帕齐拉 5. 萨瓦乌帕齐拉 | 1. 达姆莱乌帕齐拉 2. 多哈尔乌帕齐拉 3. 克拉尼干吉乌帕齐拉 4. 纳瓦布干吉乌帕齐拉 5. 萨瓦乌帕齐拉 |
| 加济布尔县     | 1. 加濟布爾沙達爾烏帕齊拉 2. 卡利亞卡伊爾烏帕齊拉 3. 卡利甘傑乌帕齐拉 4. 卡帕西亞烏帕齊拉 5. 斯里布爾乌帕齐拉 | 1. 加濟布爾沙達爾烏帕齊拉 2. 卡利亞卡伊爾烏帕齊拉 3. 卡利甘傑乌帕齐拉 4. 卡帕西亞烏帕齊拉 5. 斯里布爾乌帕齐拉 |
| 戈巴尔甘尼县   | 1. 戈巴爾甘傑沙達爾烏帕齊拉 2. 卡希雅尼乌帕齐拉 3. 哥塔里帕拉烏帕齊拉 4. 穆舒德布爾烏帕齊拉 5. 汤基帕拉乌帕齐拉 | 1. 戈巴爾甘傑沙達爾烏帕齊拉 2. 卡希雅尼乌帕齐拉 3. 哥塔里帕拉烏帕齊拉 4. 穆舒德布爾烏帕齊拉 5. 汤基帕拉乌帕齐拉 |
| 吉绍尔甘杰县   | 1. 奧斯塔格拉姆烏帕齊拉 2. 巴吉特布爾烏帕齊拉 3. 博伊拉布烏帕齊拉 4. 霍薩恩布爾烏帕齊拉 5. 伊德納烏帕齊拉 6. 卡里姆甘傑烏帕齊拉 7. 卡蒂亞迪烏帕齊拉 8. 吉紹爾甘傑沙達爾烏帕齊拉 9. 庫里亞爾查爾烏帕齊拉 10. 米塔马因乌帕齐拉 11. 尼克里烏帕齊拉 12. 帕昆迪亞烏帕齊拉 13. 塔賴爾烏帕齊拉 | 1. 奧斯塔格拉姆烏帕齊拉 2. 巴吉特布爾烏帕齊拉 3. 博伊拉布烏帕齊拉 4. 霍薩恩布爾烏帕齊拉 5. 伊德納烏帕齊拉 6. 卡里姆甘傑烏帕齊拉 7. 卡蒂亞迪烏帕齊拉 8. 吉紹爾甘傑沙達爾烏帕齊拉 9. 庫里亞爾查爾烏帕齊拉 10. 米塔马因乌帕齐拉 11. 尼克里烏帕齊拉 12. 帕昆迪亞烏帕齊拉 13. 塔賴爾烏帕齊拉 |
| 马达里布尔县   | 1. 拉乔伊乌帕齐拉 2. 马达里普尔沙达尔乌帕齐拉 3. 卡尔基尼乌帕齐拉 4. 希布恰尔乌帕齐拉 | 1. 拉乔伊乌帕齐拉 2. 马达里普尔沙达尔乌帕齐拉 3. 卡尔基尼乌帕齐拉 4. 希布恰尔乌帕齐拉 |
| 马尼格甘杰县   | 1. 达乌拉特普尔乌帕齐拉 2. 基欧尔乌帕齐拉 3. 哈利拉姆布尔乌帕齐拉 4. 马尼格甘杰沙达尔乌帕齐拉 5. 萨图利亚乌帕齐拉 6. 谢拉瓦拉亚乌帕齐拉 7. 新盖尔乌帕齐拉 | 1. 达乌拉特普尔乌帕齐拉 2. 基欧尔乌帕齐拉 3. 哈利拉姆布尔乌帕齐拉 4. 马尼格甘杰沙达尔乌帕齐拉 5. 萨图利亚乌帕齐拉 6. 谢拉瓦拉亚乌帕齐拉 7. 新盖尔乌帕齐拉 |
| 蒙希甘杰县     | 1. 加扎里亞烏帕齊拉 2. 洛哈姜格烏帕齊拉 3. 蒙希甘傑沙達爾烏帕齊拉 4. 西拉傑迪坎烏帕齊拉 5. 斯里納格爾烏帕齊拉 6. 通吉巴里烏帕齊拉 | 1. 加扎里亞烏帕齊拉 2. 洛哈姜格烏帕齊拉 3. 蒙希甘傑沙達爾烏帕齊拉 4. 西拉傑迪坎烏帕齊拉 5. 斯里納格爾烏帕齊拉 6. 通吉巴里烏帕齊拉 |
| 纳拉扬甘杰县   | 1. 阿賴哈扎爾烏帕齊拉 2. 班達爾烏帕齊拉 3. 納拉揚甘傑沙達爾烏帕齊拉 4. 魯普甘傑烏帕齊拉 5. 索納爾岡烏帕齊拉 | 1. 阿賴哈扎爾烏帕齊拉 2. 班達爾烏帕齊拉 3. 納拉揚甘傑沙達爾烏帕齊拉 4. 魯普甘傑烏帕齊拉 5. 索納爾岡烏帕齊拉 |
| 拉杰巴里县     | 1. 巴利亚坎迪乌帕齐拉 2. 戈亚兰达加特乌帕齐拉 3. 庞沙乌帕齐拉 4. 拉杰巴里沙达尔乌帕齐拉 5. 卡鲁卡里乌帕齐拉 | 1. 巴利亚坎迪乌帕齐拉 2. 戈亚兰达加特乌帕齐拉 3. 庞沙乌帕齐拉 4. 拉杰巴里沙达尔乌帕齐拉 5. 卡鲁卡里乌帕齐拉 |
| 沙里亚德布尔县 | 1. 佩達爾甘傑烏帕齊拉 2. 達穆德亞烏帕齊拉 3. 戈索伊爾哈德烏帕齊拉 4. 納里亞烏帕齊拉 5. 沙里亞德布爾沙達爾烏帕齊拉 6. 扎吉拉烏帕齊拉 | 1. 佩達爾甘傑烏帕齊拉 2. 達穆德亞烏帕齊拉 3. 戈索伊爾哈德烏帕齊拉 4. 納里亞烏帕齊拉 5. 沙里亞德布爾沙達爾烏帕齊拉 6. 扎吉拉烏帕齊拉 |
| 福里德布尔县   | 1. 阿爾法當加烏帕齊拉 2. 班加烏帕齊拉 3. 博爾馬里烏帕齊拉 4. 查爾巴德拉桑烏帕齊拉 5. 福里德布爾沙達爾烏帕齊拉 6. 馬杜卡里烏帕齊拉 7. 納格爾坎達烏帕齊拉 8. 沙達爾布爾烏帕齊拉 9. 沙爾塔烏帕齊拉                                                                                         | 1. 阿爾法當加烏帕齊拉 2. 班加烏帕齊拉 3. 博爾馬里烏帕齊拉 4. 查爾巴德拉桑烏帕齊拉 5. 福里德布爾沙達爾烏帕齊拉 6. 馬杜卡里烏帕齊拉 7. 納格爾坎達烏帕齊拉 8. 沙達爾布爾烏帕齊拉 9. 沙爾塔烏帕齊拉                                                                                         |
| 坦盖尔县       | 1. 戈帕尔布尔乌帕齐拉 2. 巴赛尔乌帕齐拉 3. 布亚布尔乌帕齐拉 4. 德尔杜瓦尔乌帕齐拉 5. 加台尔乌帕齐拉 6. 卡里哈蒂乌帕齐拉 7. 马杜布尔乌帕齐拉 8. 米尔扎布尔乌帕齐拉 9. 纳加尔布尔乌帕齐拉 10. 萨基布尔乌帕齐拉 11. 丹巴里乌帕齐拉 12. 坦盖尔沙达尔乌帕齐拉                                | 1. 戈帕尔布尔乌帕齐拉 2. 巴赛尔乌帕齐拉 3. 布亚布尔乌帕齐拉 4. 德尔杜瓦尔乌帕齐拉 5. 加台尔乌帕齐拉 6. 卡里哈蒂乌帕齐拉 7. 马杜布尔乌帕齐拉 8. 米尔扎布尔乌帕齐拉 9. 纳加尔布尔乌帕齐拉 10. 萨基布尔乌帕齐拉 11. 丹巴里乌帕齐拉 12. 坦盖尔沙达尔乌帕齐拉                                |
| 诺尔辛迪县     | 1. 諾爾辛迪沙達爾烏帕齊拉 2. 貝拉博烏帕齊拉 3. 莫諾哈爾迪烏帕齊拉 4. 帕拉什烏帕齊拉 5. 賴布拉烏帕齊拉 6. 施布爾烏帕齊拉 | 1. 諾爾辛迪沙達爾烏帕齊拉 2. 貝拉博烏帕齊拉 3. 莫諾哈爾迪烏帕齊拉 4. 帕拉什烏帕齊拉 5. 賴布拉烏帕齊拉 6. 施布爾烏帕齊拉 |

| 巴盖尔哈德县 | 1. 巴盖尔哈德沙达尔乌帕齐拉 2. 奇塔爾馬利乌帕齐拉 3. 法基爾哈德乌帕齐拉 4. 戈久瓦烏帕齊拉 5. 莫拉哈德乌帕齐拉 6. 蒙格拉乌帕齐拉 7. 莫里爾甘傑乌帕齐拉 8. 朗帕爾乌帕齐拉 9. 薩蘭克荷拉乌帕齐拉 | 1. 巴盖尔哈德沙达尔乌帕齐拉 2. 奇塔爾馬利乌帕齐拉 3. 法基爾哈德乌帕齐拉 4. 戈久瓦烏帕齊拉 5. 莫拉哈德乌帕齐拉 6. 蒙格拉乌帕齐拉 7. 莫里爾甘傑乌帕齐拉 8. 朗帕爾乌帕齐拉 9. 薩蘭克荷拉乌帕齐拉 |
| 朱瓦当加县   | 1. 阿拉姆當加烏帕齊拉 2. 朱瓦當加沙達爾烏帕齊拉 3. 達穆爾胡達烏帕齊拉 4. 吉巴納格爾烏帕齊拉                                                                                                   | 1. 阿拉姆當加烏帕齊拉 2. 朱瓦當加沙達爾烏帕齊拉 3. 達穆爾胡達烏帕齊拉 4. 吉巴納格爾烏帕齊拉                                                                                                   |
| 杰索尔县     | 1. 阿巴伊納格爾烏帕齊拉 2. 巴蓋爾帕拉乌帕齐拉 3. 喬加查乌帕齐拉 4. 吉卡爾加查乌帕齐拉 5. 凱沙布爾乌帕齐拉 6. 杰索尔沙达尔乌帕齐拉 7. 瑪尼拉姆布爾乌帕齐拉 8. 沙尔沙乌帕齐拉                   | 1. 阿巴伊納格爾烏帕齊拉 2. 巴蓋爾帕拉乌帕齐拉 3. 喬加查乌帕齐拉 4. 吉卡爾加查乌帕齐拉 5. 凱沙布爾乌帕齐拉 6. 杰索尔沙达尔乌帕齐拉 7. 瑪尼拉姆布爾乌帕齐拉 8. 沙尔沙乌帕齐拉                   |
| 切尼达县     | 1. 哈里納昆達乌帕齐拉 2. 切尼達沙達爾乌帕齐拉 3. 卡利甘傑烏帕齊拉 4. 高特堅德布爾烏帕齊拉 5. 馬赫什布爾乌帕齐拉 6. 紹伊爾庫帕乌帕齐拉                                                         | 1. 哈里納昆達乌帕齐拉 2. 切尼達沙達爾乌帕齐拉 3. 卡利甘傑烏帕齊拉 4. 高特堅德布爾烏帕齊拉 5. 馬赫什布爾乌帕齐拉 6. 紹伊爾庫帕乌帕齐拉                                                         |
| 庫爾納縣     | 1. 巴蒂亞加塔烏帕齊拉 2. 達庫佩烏帕齊拉 3. 杜穆里亞烏帕齊拉 4. 迪加里亞烏帕齊拉 5. 庫伊拉烏帕齊拉 6. 帕伊克加恰烏帕齊拉 7. 富爾塔拉烏帕齊拉 8. 魯普薩烏帕齊拉 9. 特羅卡達烏帕齊拉             | 1. 巴蒂亞加塔烏帕齊拉 2. 達庫佩烏帕齊拉 3. 杜穆里亞烏帕齊拉 4. 迪加里亞烏帕齊拉 5. 庫伊拉烏帕齊拉 6. 帕伊克加恰烏帕齊拉 7. 富爾塔拉烏帕齊拉 8. 魯普薩烏帕齊拉 9. 特羅卡達烏帕齊拉             |
| 库什蒂亚县   | 1. 佩拉馬拉烏帕齊拉 2. 达乌拉特普尔乌帕齐拉 3. 高克薩乌帕齐拉 4. 庫馬爾卡里乌帕齐拉 5. 庫什蒂亞沙達爾乌帕齐拉 6. 米爾布爾乌帕齐拉                                                             | 1. 佩拉馬拉烏帕齊拉 2. 达乌拉特普尔乌帕齐拉 3. 高克薩乌帕齐拉 4. 庫馬爾卡里乌帕齐拉 5. 庫什蒂亞沙達爾乌帕齐拉 6. 米爾布爾乌帕齐拉                                                             |
| 马古拉县     | 1. 馬古拉沙達爾烏帕齊拉 2. 莫罕馬德布爾烏帕齊拉 3. 沙利卡烏帕齊拉 4. 斯里布爾烏帕齊拉 | 1. 馬古拉沙達爾烏帕齊拉 2. 莫罕馬德布爾烏帕齊拉 3. 沙利卡烏帕齊拉 4. 斯里布爾烏帕齊拉 |
| 梅黑尔布尔县 | 1. 刚尼乌帕齐拉 2. 梅黑尔布尔沙达尔乌帕齐拉 3. 穆吉布纳加尔乌帕齐拉 | 1. 刚尼乌帕齐拉 2. 梅黑尔布尔沙达尔乌帕齐拉 3. 穆吉布纳加尔乌帕齐拉 |
| 诺拉尔县     | 1. 卡利亞烏帕齊拉 2. 洛哈戈拉烏帕齊拉 3. 諾拉爾沙達爾烏帕齊拉 | 1. 卡利亞烏帕齊拉 2. 洛哈戈拉烏帕齊拉 3. 諾拉爾沙達爾烏帕齊拉 |
| 萨德基拉县   | 1. 阿薩蘇尼乌帕齐拉 2. 德巴塔乌帕齐拉 3. 卡拉羅阿烏帕齊拉 4. 卡利甘傑烏帕齊拉 5. 萨德基拉沙達爾乌帕齐拉 6. 希亞姆納加爾乌帕齐拉 7. 塔拉乌帕齐拉                                               | 1. 阿薩蘇尼乌帕齐拉 2. 德巴塔乌帕齐拉 3. 卡拉羅阿烏帕齊拉 4. 卡利甘傑烏帕齊拉 5. 萨德基拉沙達爾乌帕齐拉 6. 希亞姆納加爾乌帕齐拉 7. 塔拉乌帕齐拉                                               |

| 霍比甘傑縣     | 1. 阿傑米里甘傑烏帕齊拉 2. 巴胡巴爾烏帕齊拉 3. 巴尼亞瓊格烏帕齊拉 4. 丘納魯加特烏帕齊拉 5. 霍比甘傑沙達爾烏帕齊拉 6. 拉科伊乌帕齐拉 7. 馬德哈布爾烏帕齊拉 8. 納比甘傑烏帕齊拉                                                                                 | 1. 阿傑米里甘傑烏帕齊拉 2. 巴胡巴爾烏帕齊拉 3. 巴尼亞瓊格烏帕齊拉 4. 丘納魯加特烏帕齊拉 5. 霍比甘傑沙達爾烏帕齊拉 6. 拉科伊乌帕齐拉 7. 馬德哈布爾烏帕齊拉 8. 納比甘傑烏帕齊拉                                                                                 |
| 毛爾維巴扎爾縣 | 1. 巴爾勒卡乌帕齐拉 2. 朱里乌帕齐拉 3. 卡馬爾甘傑烏帕齊拉 4. 庫勞拉乌帕齐拉 5. 毛尔维巴扎尔沙达尔乌帕齐拉 6. 拉傑納格爾乌帕齐拉 7. 斯里曼加爾乌帕齐拉 | 1. 巴爾勒卡乌帕齐拉 2. 朱里乌帕齐拉 3. 卡馬爾甘傑烏帕齊拉 4. 庫勞拉乌帕齐拉 5. 毛尔维巴扎尔沙达尔乌帕齐拉 6. 拉傑納格爾乌帕齐拉 7. 斯里曼加爾乌帕齐拉 |
| 蘇納姆甘傑縣   | 1. 比什瓦姆瓦爾布爾烏帕齊拉 2. 恰多格烏帕齊拉 3. 達克欽蘇納姆甘傑烏帕齊拉 4. 德羅伊烏帕齊拉 5. 達拉姆帕沙烏帕齊拉 6. 杜瓦拉巴扎爾烏帕齊拉 7. 賈加納特布爾烏帕齊拉 8. 傑馬勒甘傑烏帕齊拉 9. 蘇拉赫烏帕齊拉 10. 蘇納姆甘傑沙達爾烏帕齊拉 11. 塔希爾布爾烏帕齊拉 | 1. 比什瓦姆瓦爾布爾烏帕齊拉 2. 恰多格烏帕齊拉 3. 達克欽蘇納姆甘傑烏帕齊拉 4. 德羅伊烏帕齊拉 5. 達拉姆帕沙烏帕齊拉 6. 杜瓦拉巴扎爾烏帕齊拉 7. 賈加納特布爾烏帕齊拉 8. 傑馬勒甘傑烏帕齊拉 9. 蘇拉赫烏帕齊拉 10. 蘇納姆甘傑沙達爾烏帕齊拉 11. 塔希爾布爾烏帕齊拉 |
| 錫爾赫特縣     | 1. 博拉甘傑乌帕齐拉 2. 比尼巴扎爾乌帕齐拉 3. 比什瓦納特乌帕齐拉 4. 哥姆巴尼甘傑乌帕齐拉 5. 達克欽蘇爾瑪烏帕齊拉 6. 芬久甘傑乌帕齐拉 7. 戈納甘傑乌帕齐拉 8. 卡奈加特烏帕齊拉 9. 奧斯馬尼納格爾乌帕齐拉 10. 錫爾赫特沙達爾乌帕齐拉 11. 扎奇甘傑乌帕齐拉         | 1. 博拉甘傑乌帕齐拉 2. 比尼巴扎爾乌帕齐拉 3. 比什瓦納特乌帕齐拉 4. 哥姆巴尼甘傑乌帕齐拉 5. 達克欽蘇爾瑪烏帕齊拉 6. 芬久甘傑乌帕齐拉 7. 戈納甘傑乌帕齐拉 8. 卡奈加特烏帕齊拉 9. 奧斯馬尼納格爾乌帕齐拉 10. 錫爾赫特沙達爾乌帕齐拉 11. 扎奇甘傑乌帕齐拉         |